# Maylis
 Maylis  es una población y comuna francesa, situada en la región de Aquitania, departamento de Landas, en el distrito de Dax y cantón de Mugron.

## Demografía
| 369 | 369 | 337 | 329 | 338 | 330 |
| Para los censos de 1962 a 1999 la población legal corresponde a la población sin duplicidades (Fuente: INSEE [Consultar]) |     |     |     |     |     |

## Lugares de interés
- Abadía de Notre-Dame de Maylis